# Бернардін Мунгул Діака
Бернардін Мунгул Діака (12 листопада 1933 — 3 червня 1999) — конголезький державний і політичний діяч, прем'єр-міністр Заїру у листопаді 1991 року. З 1992 до 1996 року був губернатором Кіншаси.